# ليفيو ميهاي
ليفيو ميهاي (بالرومانية: Liviu Mihai)‏ هو لاعب كرة قدم روماني في مركز الهجوم، ولد في 17 مايو 1977 في كلوج نابوكا في رومانيا. لعب مع جامعة كلوج وسي إس باندوري تارغو جيو.